# Zielfernrohrgewehr 1
Zielfernrohrgewehr 1 ist eine Schießsport-Disziplin. Der Bund der Militär- und Polizeischützen (BDMP) bietet diese für halbautomatische Büchsen und Repetierbüchsen (mit Nitro-Treibladungspulver und Mantelgeschossen) an. Diese müssen vor dem 1. Januar 1965 in einer regulären Armee, bei der Polizei oder der Zollverwaltung eingeführt worden sein und lediglich durch aufsetzen eines Zielfernrohres entstanden sein.

## Waffen und Munition
Es müssen folgende Voraussetzungen erfüllt sein:
- Der Verschluss darf gegenüber der eingeführten ursprünglichen Dienstwaffe nicht verändert werden, außer die Montage eines Zielfernrohres macht dies erforderlich
- Der Abzug darf nicht verändert werden
- Der Schaft darf nicht verändert werden
- Das Zielfernrohr und Montage dürfen gegenüber der eingeführten Dienstwaffe abweichen
  - Ein Zielfernrohr mit maximal 10-facher Vergrößerung

Es sind  Waffen im Kaliber bis 8 mm erlaubt, die nachweislich bei den oben genannten Institutionen eingeführt worden sind.
Die Munition darf handelsüblich oder wiedergeladen sein.

## Ablauf
- Diese Disziplinen wird im liegend aufgelegten Anschlag auf 100 Meter geschossen.
- Dabei werden 20 Wertungsschüsse und beliebig viele Probeschüsse innerhalb von 30 Minuten abgegeben.
- Als Zielscheibe wird BDMP-Scheibe Nr. 3 verwendet.